# فرودگاه کایانسی
فرودگاه کایانسی (به انگلیسی: Kajjansi Airport) یک فرودگاه خصوصی و غیرنظامی است که یک باند فرود سنگفرش دارد و طول باند آن ۱۱۰۰ متر است. این فرودگاه در کشور اوگاندا قرار دارد و در ارتفاع ۱۱۸۰ متری از سطح دریا واقع شده‌است.